# Ātman (buddismo)
La parola Ātman (devanāgarī आत्म‍ ) o Atta (Pāli) si riferisce a un "Io" o "Sé". Viene anche tradotta come "anima" o "ego". Le parole ātman e atta derivano dalla radice Indo-Europea *ēt-men (respiro) e sono parenti dell'inglese antico æthm, del tedesco Atem, e del greco atmo

## Primi significati del termine
Per quanto riguarda il significato più generale del termine, vedi la voce Ātman.
Tale termine compare per la prima nel Ṛgveda, la più antica raccolta degli inni vedici (XX-XV secolo a.C.) dove indica che l'essenza, il soffio vitale, di ogni cosa è identificabile nel Sole (Sūrya):
(Ṛgveda I, 115,1)
Esso trae il significato da varie radici an (respirare), at (andare) va (soffiare).
Nel Śatapatha Brāhmaṇa, uno dei commentari in prosa dei Veda probabilmente composti in un periodo compreso tra il X secolo l'VIII secolo a.C., questa descrizione come "essenza" e "soffio che dà la vita" propria del Ṛgveda viene interpretata come una unità, trascendente ed immanente al tempo stesso, di tutta la Realtà cosmica e in questo senso un analogo del Brahman, la formula sacrificale che genera e mantiene il Cosmo.
Le successive riflessioni degli Āraṇyaka, con l'importanza data alla «coscienza di Sé» (prajñātman), e poi delle Upaniṣad, intorno all'VII-IV secolo a.C., iniziano a delineare l'ātman come Sé individuale distinto eppure inscindibile dal Sé universale (Brahman).
Anche se il buddismo è fondato sulla teoria del "non sé" Anatta, alcuni insegnamenti della scuola Mahāyāna sostengono l'esistenza di una realtà ultima di un atman [Sé], che viene identificato con l'essenziale, la natura ultima della mente (Dalai Lama). Questa dottrina è conosciuta anche come Tathagatagarbha.

## La definizione diatmannel buddismo
Candrakīrti contestualizza così l'Atman : "Atman è l'essenza delle cose che non dipendono da altri fenomeni, ma che possiedono una natura intrinseca non condizionata". La non esistenza di questo è Anatta - Mancanza di un sé permanente. La dottrina dell'Atman nei Vedānta e la teoria del Dharma nel buddismo, si escludono a vicenda. Il Vedanta tenta di stabilire un Atman come base di tutto, mentre il buddismo afferma che tutto nel mondo empirico è solo un flusso di Dharma che passano (processi impersonali ed evanescenti), che devono quindi essere definiti Anatta, cioè, senza un sé persistente, senza un'esistenza indipendente.
Il significato della parola Attan (nominativo: Atta, sanscrito: atman, nominativo: atma) si divide in due gruppi: nell'uso quotidiano, Attan ("Sé") serve per denotare la propria persona, e ha la funzione di un pronome riflessivo. Questo utilizzo è, per esempio, illustrato nel capitolo 12 del Dhammapada. Come termine filosofico, Attan indica l'anima individuale come ipotizzato dai giainisti e altre scuole contemporanee, ma - al contrario - respinta dai buddisti. Questa anima individuale rappresenterebbe una monade spirituale immutabile, perfetta e beato per natura, anche se le sue qualità possono essere temporaneamente oscurate, a causa della sua caduta nel mondo materiale. Quindi il termine "sé" (atman) designa qualsiasi entità individuale, eterna e immutabile, in altre parole, ciò che la metafisica occidentale chiama "sostanza": "Qualcosa che esiste grazie a se stessa, non attraverso qualcosa d'altro, né è collegata a, o inerente a, qualcosa d'altro". Nell'uso filosofico buddista, Attan è, quindi, qualsiasi entità di cui si può erroneamente supporre che esista indipendentemente da tutto il resto, e che esista in base esclusivamente alle proprie forze.

## La definizione di Anatta
Anattan (nominativo: anatta) è un sostantivo (sanscrito: Anatman) e significa "non-sé", nel senso di un ente che non è indipendente. Anatman significa "ciò che non è Anima (Sé o Spirito)," anche le scritture brahmaniche (fonti sanscrite) lo usano in questo senso. Il suo utilizzo frequente nel buddismo si spiega con la preferenza per le definizioni in negativo. Frasi come rupam anatta devono pertanto essere tradotti "gli aggregati del corpo sono un non-sé" o "non sono un'entità indipendente."
La parola anatta è quindi qui tradotta con "non ha il carattere di un sé, non è indipendente, è priva di un sé (persistente), è priva di una sostanza (eterna)", ecc. Ciò è particolarmente evidente nel caso della parola anatta, che può essere sia un singolare sia un sostantivo plurale. Nella ben nota frase sabbe sankhara anicca - sabbe sankhara dukkha - sabbe dhamma anatta, "tutti i fattori dell'esistenza condizionata sono transitori, soggetti al dolore, tutti i fattori - condizionati e non condizionati (Nirvana incluso) - sono privi di un sé" si afferma che un Sé permanente non esiste, ne' nel mondo condizionato (che cade sotto i nostri sensi), ma nemmeno tra i dhamma non condizionati che non hanno avuto inizio e sono "senza morte".
Perciò è detto: Ci sono tre insegnanti in tutto il mondo. Il primo Maestro insegna l'esistenza di un ego eterno che supera la morte: questo è l'Eternalismo, come ad esempio insegna il cristianesimo o l'induismo. Il secondo Maestro insegna che esiste un'entità temporanea che viene annientata con la morte: questa è la tesi materialista. Il terzo Maestro insegna che non esiste né un Sé eterno, né uno temporaneo: questo è il Buddha. Il Buddha insegna che, ciò che noi chiamiamo ego, il sé, l'anima, la personalità ecc., sono termini puramente convenzionali che non fanno riferimento ad alcuna reale entità indipendente. E insegna che dobbiamo individuare questo processo psicofisico di cui è sostanziata l'esistenza e notare come cambia in continuazione. Questa teoria della non esistenza di un "Io PERMANENTE" costituisce l'essenza della dottrina del Buddha.

## Tutto è in fiamme

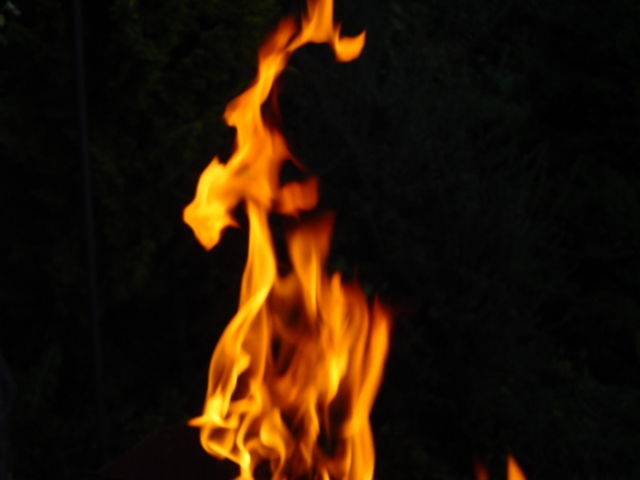
Tutto è in fiamme: L'intero sistema appercettivo brucia

Una volta che un certo Monaco avvicinò il Beato, gli chiese: "Venerabile Signore, cosa si dovrebbe conoscere e sperimentare, per abbandonare una visione errata, per eliminare ogni falsa idea di un Sé permanente, per superare tutti i processi creati dall'Io? - Bhikkhu, quando si conosce e si sperimenta che ogni contatto visivo dell'occhio con le forme è impermanente, che le sensazioni che sorgono dal contatto visivo sono impermanenti, si capisce l'idea che "Questo è mio", "Questo sono io" deve essere superata, eliminata e abbandonata completamente...
Nel "Sutta del fuoco" il Buddha spiega estensivamente come l'intero apparato percettivo sia in fiamme: non solo l'occhio ma anche il suo oggetto, le forme e il processo di percezione con la conseguente sensazione causata dal contatto della forma con lo sguardo che la percepisce

## I diversi concetti di "Sé"
Mentre i sutta attaccano decisamente la nozione di un Sé eterno e immutabile, "considerano una persona illuminata come uno il cui Sé empirico è altamente sviluppato." Chi possiede un grande sé ha una mente che non è alla mercé degli stimoli esterni o dei suoi propri stati d'animo, ma è intrisa di autocontrollo e di contenuto. La mente diventa senza confini, non limitata da un'auto-identificazione fallace.
Al culmine del suo sentiero, l'Arahant, viene descritto come "uno che possiede un sé sviluppato" (bhāvit-Atto), che ha effettuato il processo di sviluppo personale e di fiducia in se stesso, fino a giungere alla perfezione. Un Arahant è descritto come "uno la cui mente è come un diamante":
- La virtù, la saggezza, e le facoltà meditative e spirituali sono ben sviluppate
- Il corpo è "sviluppato" e "costante"
- La Mente è "sviluppata", "salda", "ben liberata" e priva di volontà malvagie
- Di fronte agli oggetti dei sei sensi, è equanime, non si confonde, vede solo ciò che vede, e sente solo ciò che sente. Non fa proiezioni mentali e ha superato gli ostacoli come l'attaccamento, il desiderio, e l'avversione
- I sei sensi sono "controllati" e ben "custoditi";
- Esercita il pieno "auto-controllo" (atta-Danto) e possiede "un ben controllato sé" (attanā sudantena)
- È "Illimitato, grande, profondo, incommensurabile, difficile da capire, un grande tesoro, sorto (come il) mare"[20].

## Il movimento Dhammakaya e i suoi insegnamenti in materia di non-sé

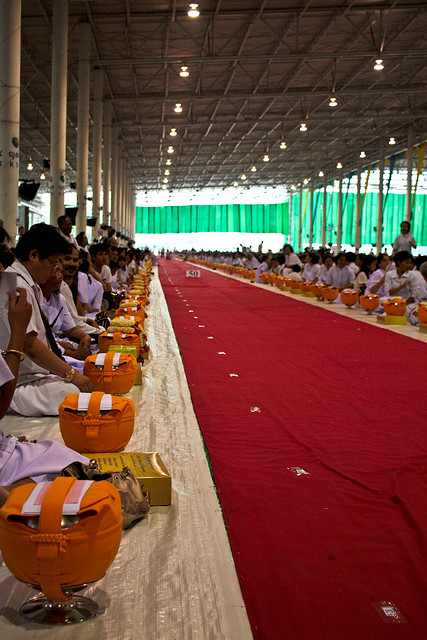
Ordinazione di monaci della tradizione Dhammakaya - Wat Phra Dhammakaya

Nel corso degli ultimi decenni (almeno dal 1939), si è sviluppata in Thailandia un movimento di monaci e maestri di meditazione, chiamato "Dhammakaya". Il Movimento Dhammakaya insegna che è erroneo sussumere sotto la voce anatta (non-sé), il nirvana, che invece sarebbe il "vero sé" o Dhammakaya. Questo insegnamento è sorprendentemente simile a quello dei Tathagatagarbha sutra. Paul Williams spiega così il punto di vista di questo movimento: il Dhammakaya sostiene che si ottiene la realizzazione, quando la mente raggiunge il suo stato più puro, in un incondizionato "Corpo del Dhamma" (Dhammakaya) sotto forma di figura luminosa, radiosa e chiara, di un Buddha privo di tutte le contaminazioni e situato all'interno del corpo del meditante. Questo è il Nirvana o "vero Sé", che corrisponde appunto al Dhammakaya.
Il buddismo Theravada rifiuta questo insegnamento e insiste sul non-sé come elemento universale. A fronte di questo, Phra Rajyanvisith del Movimento Dhammakaya (che non si considera Mahayana, ma un Theravāda riformato) sostiene che solo ciò che è composto è condizionato è non-sé - mentre il nirvana è assoluto e non condizionato, quindi possiede un Sé non dipendente e auto-consistente.

## La visione dell'Atmannel buddismo Mahayana
Nel buddismo Mahāyāna, esiste una classe importante di sutra, generalmente conosciuta come Natura del Buddha (Tathagatagarbha), alcuni dei quali affermano che, in contrapposizione all'impermanente sé mondano dei cinque skandha (le componenti fisiche e mentali del nostro sé), esiste un sé eterno, vero, che non è altro che il Buddha stesso, nella sua natura ultima nirvanica. Questo è il "vero sé", presente in ogni essere, la personalità ideale, raggiungibile da tutti gli esseri a causa della loro potenzialità innata di liberarsi dai condizionamenti mondani. La natura del Buddha non rappresenta un sé sostanziale (atman), ma piuttosto rappresenta la potenzialità di realizzare la buddhità attraverso pratiche corrette. L'intenzione degli insegnamenti del Buddha è soteriologica, piuttosto che teorica.
Prima del periodo Tathagatagarbha, Mahāyāna la metafisica era stata dominata dagli insegnamenti sulla vacuità. Il linguaggio usato da questo approccio è principalmente negativa, e il modello Tathagatagarbha dei sutra può essere visto come un tentativo di utilizzare un linguaggio affermativo, per evitare che le persone venissero scoraggiate da una falsa impressione di nichilismo buddista.
Il maestro buddista zen, Sekkei Harada, parla di un vero Sé nelle sue spiegazioni del buddismo Zen. Questo vero Sé si trova quando si "dimentica l'ego". La dottrina del "non-io" in realtà significa risveglio di un sé che è senza limiti: "Non-sé significa risvegliare un Sé che è così vasto e senza limiti che non può essere visto." Harada conclude le sue riflessioni sul buddismo Zen, parlando della necessità di un incontro con il Vero Sé: ... nella nostra vita c'è solo una persona che dovete incontrare, quella persona è il Sé essenziale, il vero Sé. Finché non si soddisfa questo Sé, sarà impossibile trovare vera soddisfazione nel cuore...
Nel Mahaparinirvana Sūtra Mahāyāna, il Buddha è raffigurato mentre dichiara che tutti gli esseri partecipano alla natura del Buddha. Tutti gli esseri senzienti avranno nei secoli futuri l'illuminazione più perfetta, vale a dire, la natura del Budda. Per tali ragioni, ho sempre proclamato che tutti gli esseri senzienti hanno la natura di Buddha.
Alcuni sutra buddisti e tantra Mahāyāna parlano affermativamente del sé. Per esempio, il Sutra Mahabheriharaka e il Srimala Sūtra dichiara in modo inequivocabile: "Quando gli esseri senzienti hanno fede nel Tathagata [Buddha] ...hanno la giusta visione. Perché così? Perché il Dharmakaya [natura ultima] del Tathagata ha la perfezione della permanenza, la perfezione del piacere, la perfezione del sé, la perfezione della purezza". Un primo tantra buddista, il Guhyasamaja Tantra, dichiara: "Il puro Sé, adorno di tutti gli ornamenti, brilla di una luce di diamante ardente ..."
Secondo la teoria Mahāyāna, il vero sé del Buddha è infatti puro, vero e beato, e raggiungibile da chiunque sia nello stato di Mahaparinirvana. Inoltre, l'essenza di quel Buddha - il Buddha-dhatu "principio di Buddhità"), è presente in tutti gli esseri senzienti e viene descritto come "raggiante e luminoso". Questo Buddha-dhatu è detto nel Sutra del Nirvana - "increato, immutabile, l'essenza immortale di tutti gli esseri (svabhava), che non può mai essere danneggiata o distrutta"..

## Il XIV Dalai Lama e "la Persona sottile"

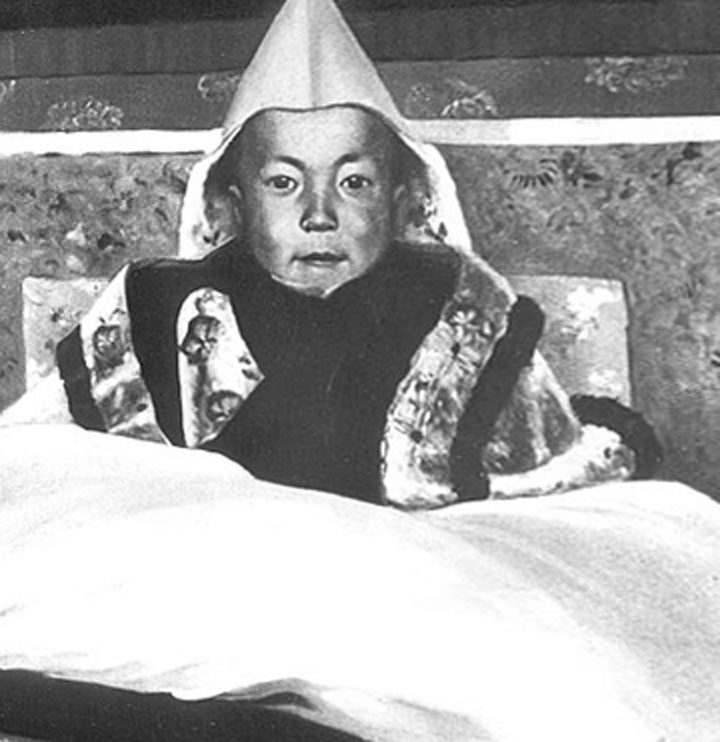
Il XIV Dalai Lama - ca. 1930

Nel 2005, commentando il Libro tibetano dei morti, un testo del Tantra Yoga, il XIV Dalai Lama ha spiegato come questo Tantra individua sia una persona temporanea, sia un "Persona sottile", che lo collega con la Natura del Buddha. "Quando guardiamo l'interdipendenza dei componenti mentali e fisici, dal punto di vista del Tantra Yoga, emergono due concetti di persona. Uno è la persona "temporanea o autonoma", che è così come si esplicita nell'attimo, basata sul corpo grossolano o fisico e sulla mente condizionata - allo stesso tempo - c'è una Persona sottile o autonoma che dipende invece dal corpo sottile e dalla mente sottile. Questo corpo sottile e la mente sottile, sono visti come una sola entità che ha due aspetti. L'aspetto che ha la qualità della consapevolezza, in grado di riflettere - e quello che ha il potere della conoscenza. Questi due aspetti congiunti formano la mente sottile. Contemporaneamente si manifesta l'energia, la forza che spinge la mente verso il suo oggetto - questo è il corpo sottile o vento sottile. Queste due qualità inestricabilmente congiunte sono considerate, nel Tantra Yoga, come la natura ultima di una persona e sono identificate con la natura del Buddha, la natura essenziale o reale della mente."